# Vila fortificada d'Illa

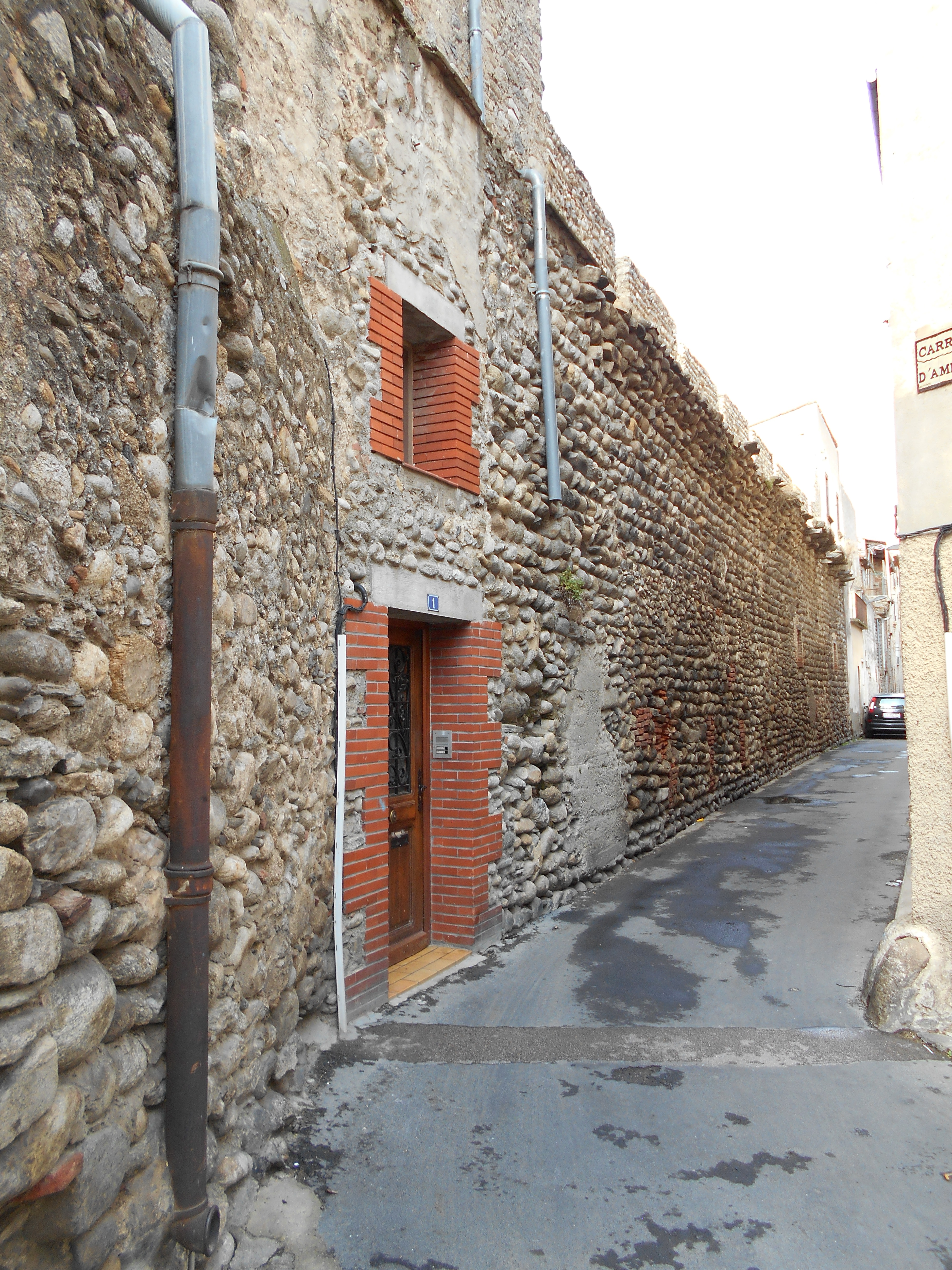
Restes de muralles a l'interior de la vila

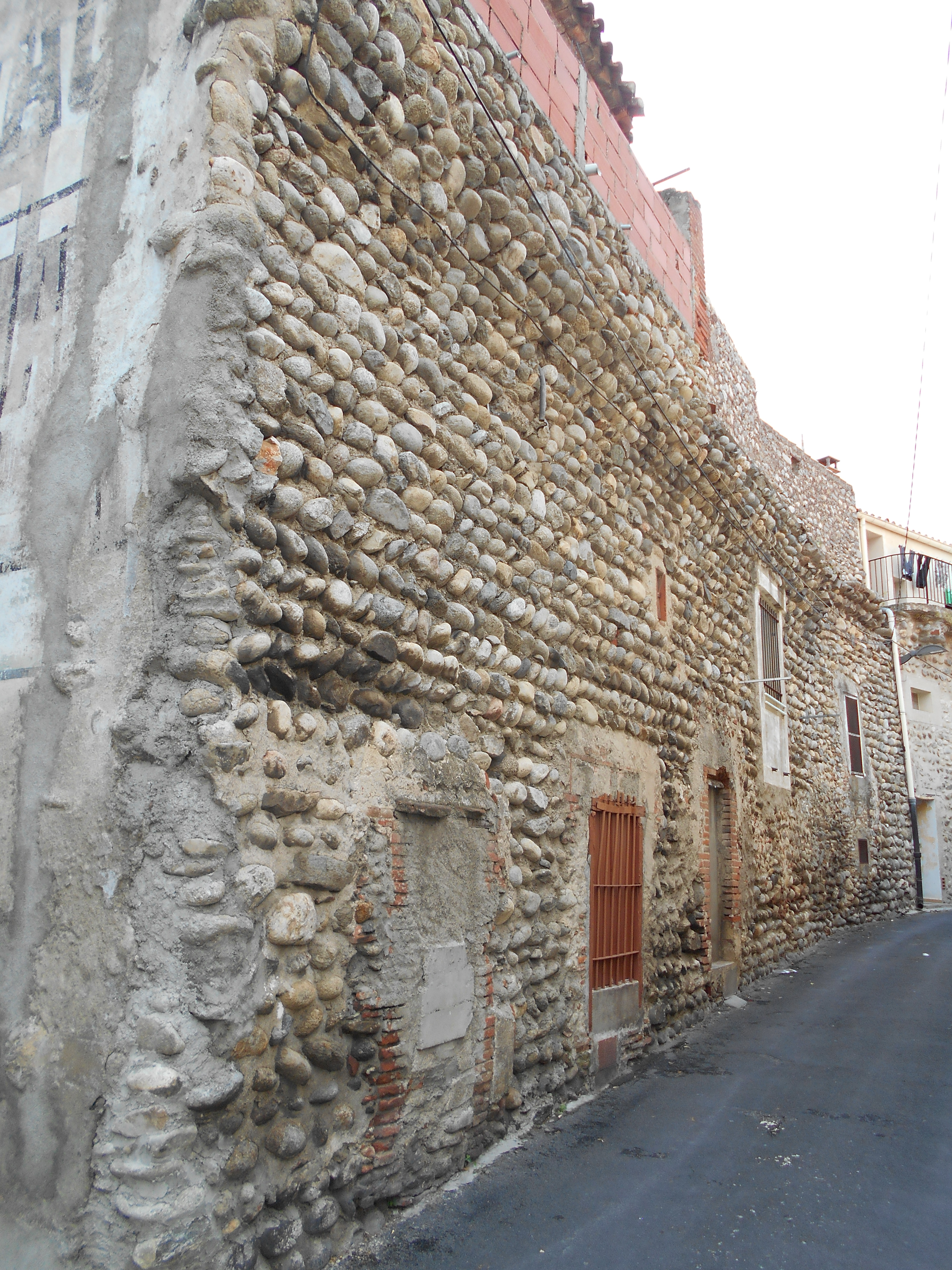
Més restes de les muralles

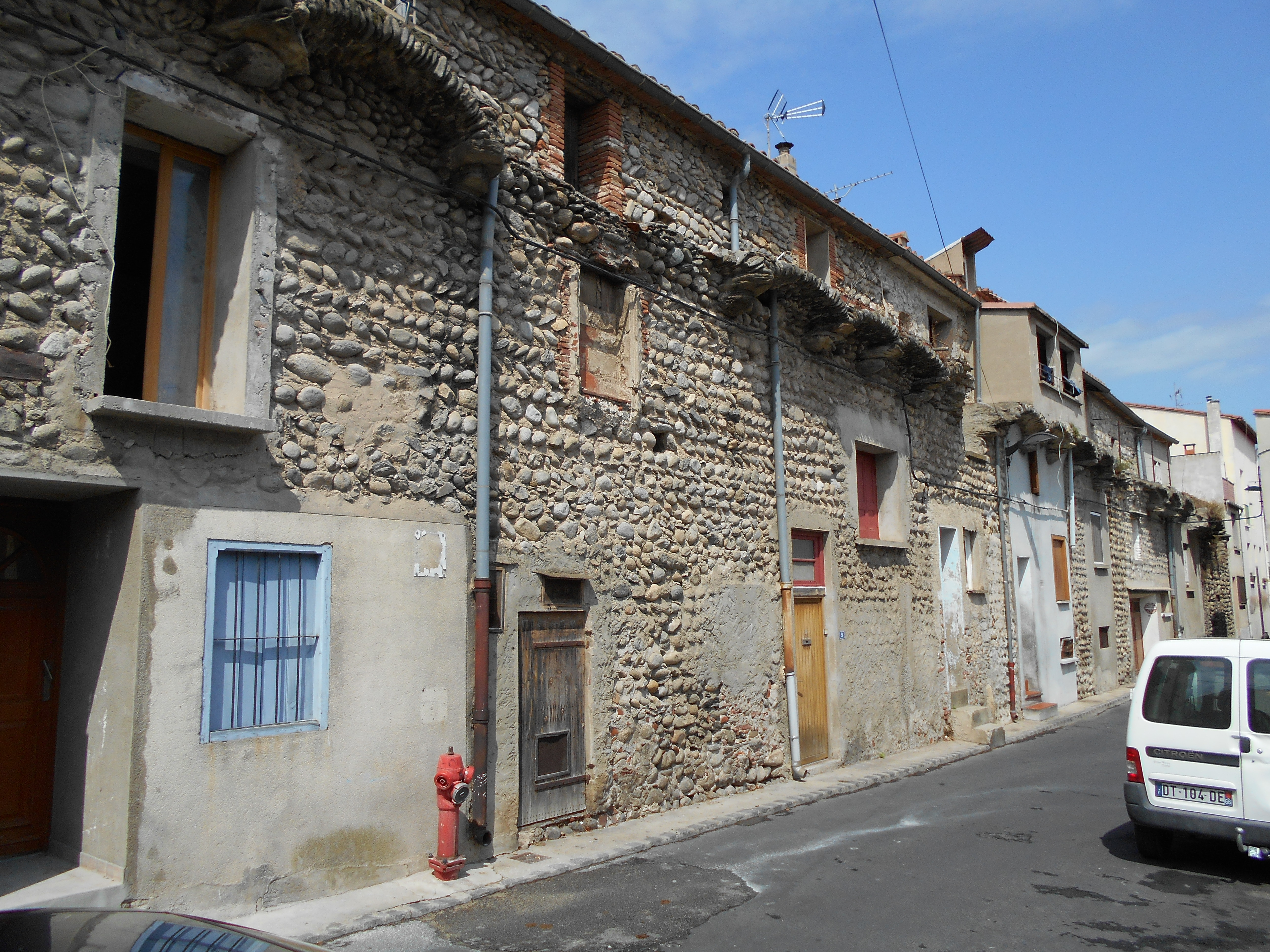
Les muralles, amb el camí de ronda conservat

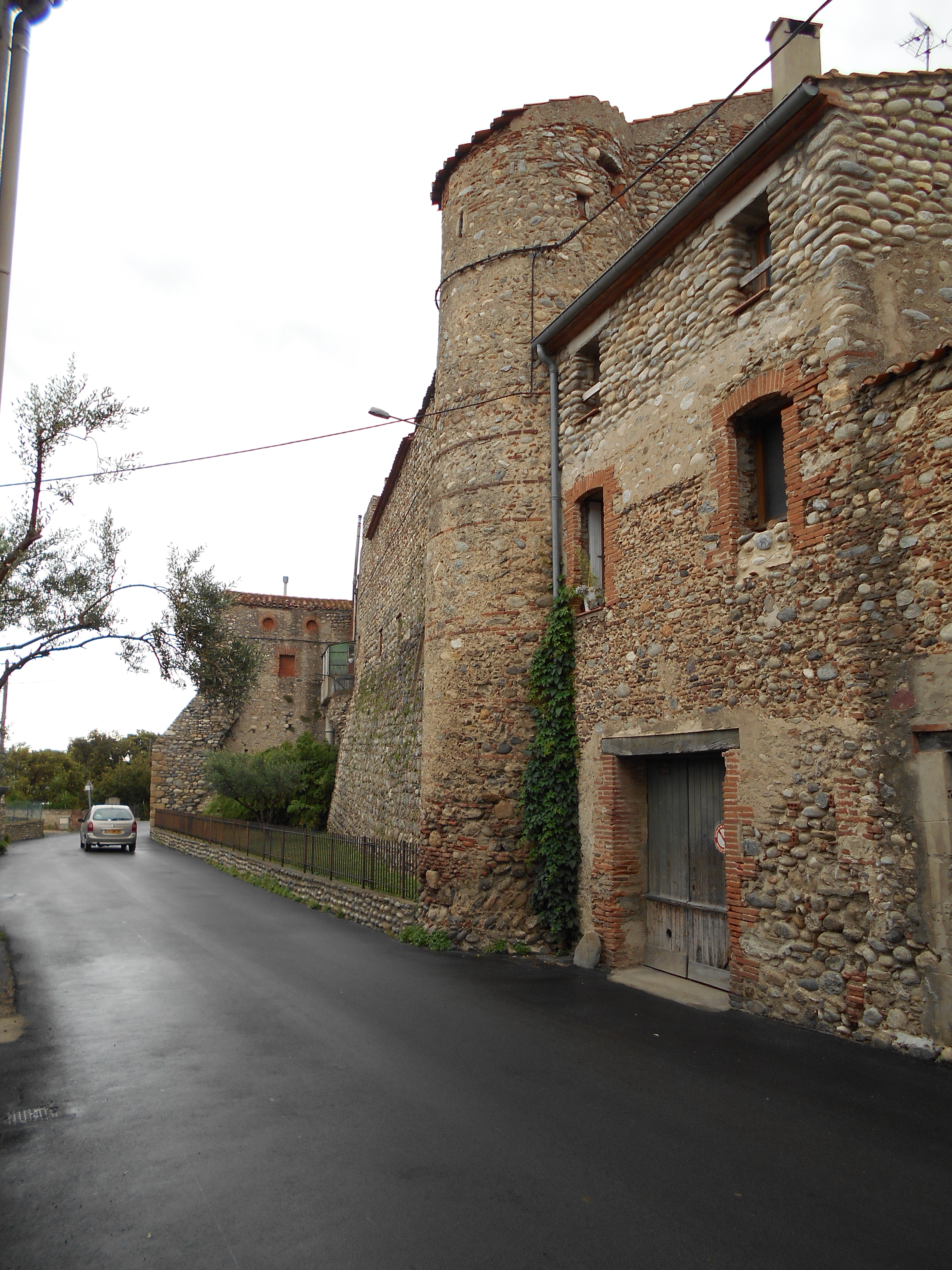
Més restes, amb una torre; en aquest cas, a la banda exterior

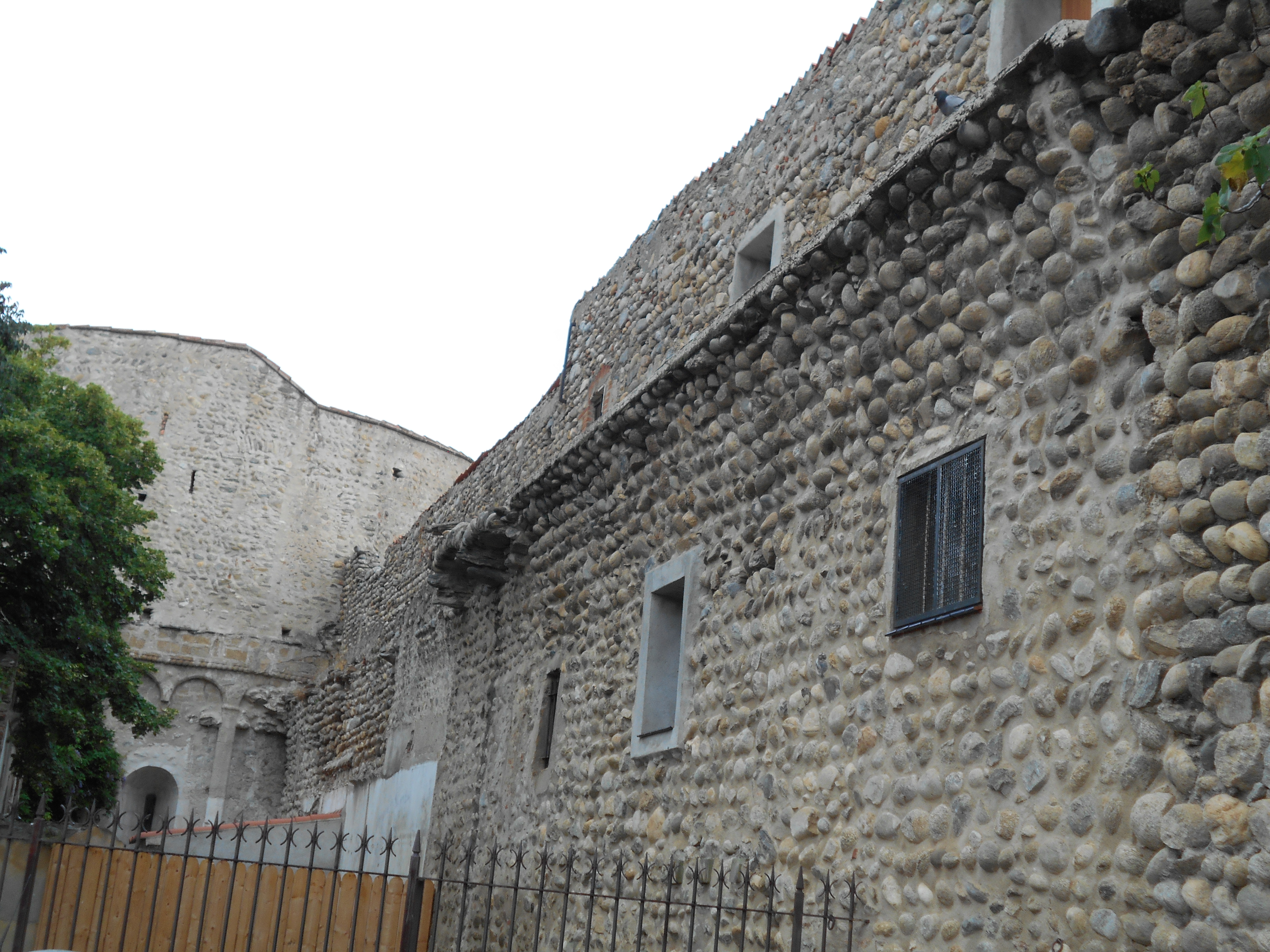
Les muralles, amb el camí de ronda, ran de l'absis de l'església

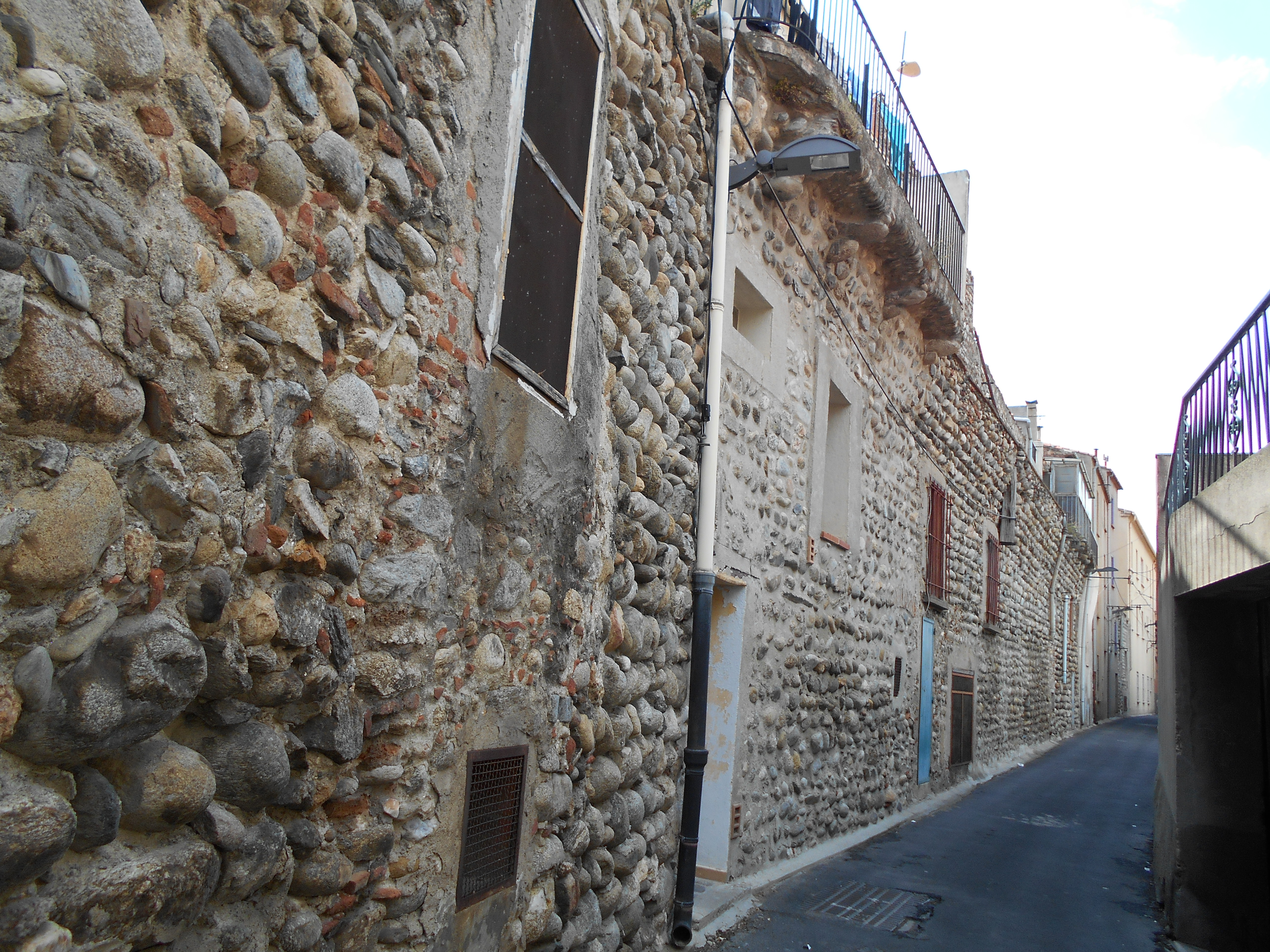
Més restes de muralles

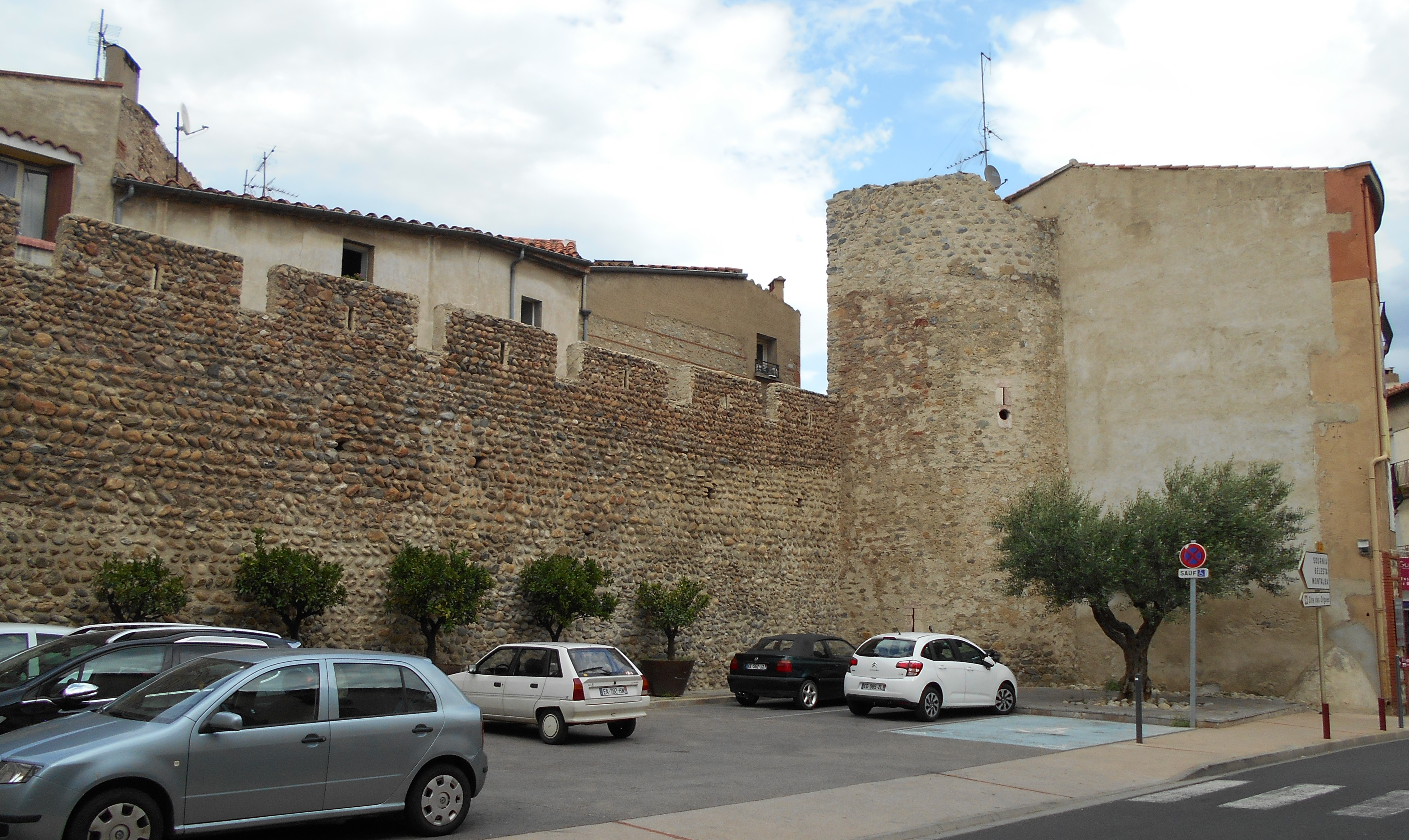
Pany important de les muralles, amb una torre

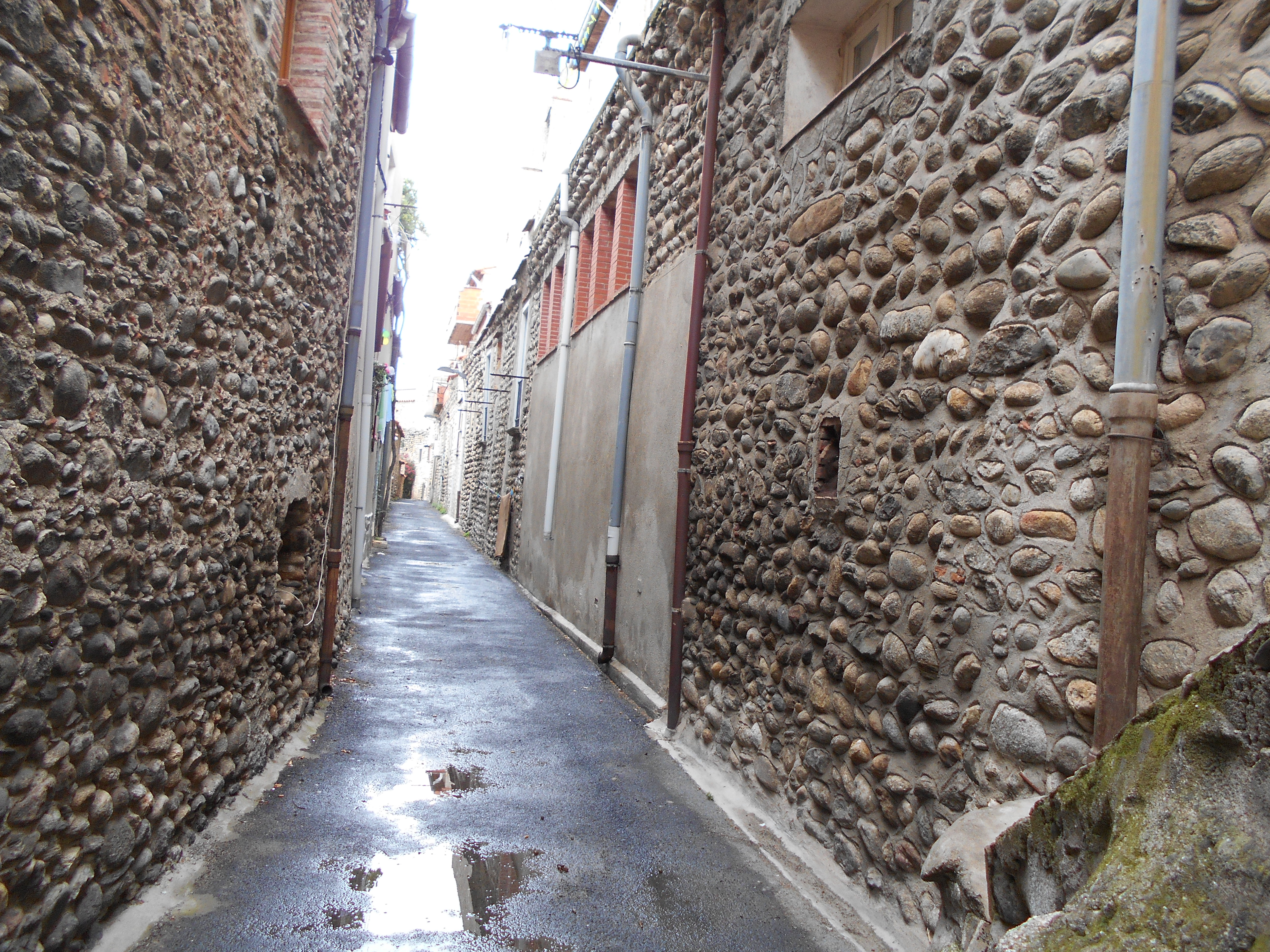
Pas estret del camí de ronda inferior

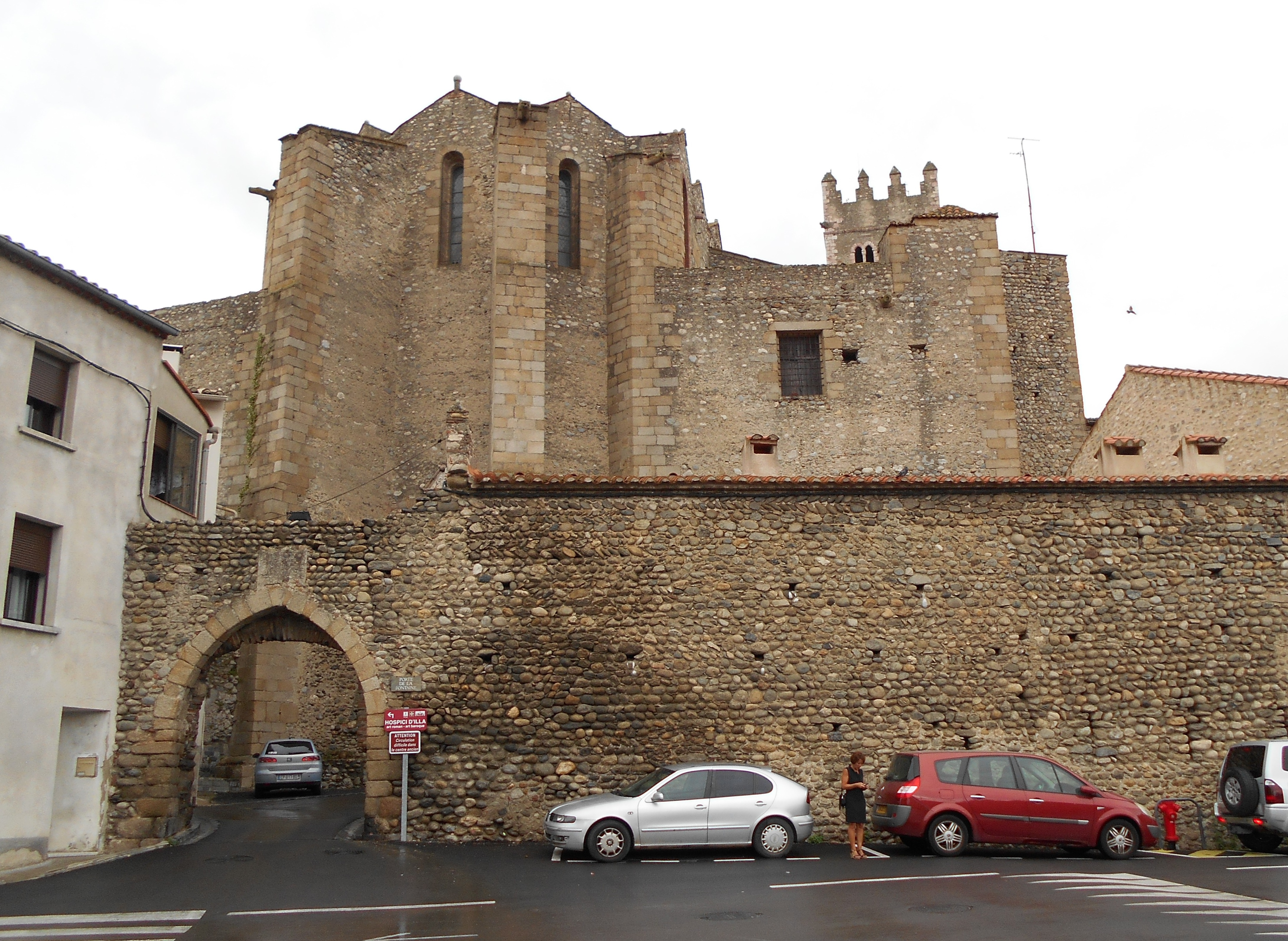
Portal de la vila rere l'església

La Vila fortificada d'Illa és la vila murada, fortificada, medieval d'estil romànic de la vila d'Illa, a la comarca del Rosselló, Catalunya del Nord.
Amb un traçat allargassat d'est a oest, la vila fortificada d'Illa inclou dos recintes diferents, que abracen la vila primitiva, on hi ha l'església de Sant Esteve del Pedreguet, l'actualment parroquial, i l'església antiga de Santa Maria la Rodona, a més de les poques restes que queden del Castell dels Vescomtes d'Illa i la seva ampliació tardomedieval. Separa els dos recintes el carrer de Louis Amade.

## Història
Els primers esments, documentals d'Illa són de l'any 884 (ad Yla), en una confrontació del monestir de Sant Climent de Reglella, i del 898 (villa Insula), en un privilegi de Carles el Calb a favor d'alguns fidels servents seus. Al segle x fou el monestir de Sant Miquel de Cuixà qui rebé una trentena de donacions d'alous en el terme d'Illa.
Entre els segles XI i XIV es té constància de l'existència d'una família cognominada Illa, però des del 1224 la senyoria d'Illa era en mans de Galceran II d'Urtx, parent dels vescomtes de Cerdanya i de Conflent. Galceran III, fill de l'anterior, deixà aquesta senyoria en mans de la seva filla Gueraula, casada amb Arnau de Cortsaví. El 1297 el castell i la vila, amb els seus termes, foren venuts a Pere de Saissac-Fenollet, cosí germà de Galceran III. Pere de Saissac-Fenollet fou instituït vescomte d'Illa el 1314 pel rei Sanç I de Mallorca. El seu fill, Pere II d'Illa, casà amb Esclarmunda de Canet, filla de Guillem I de Canet, també vescomte, amb la qual cosa uní al vescomtat d'Illa el de Canet. La història dels dos vescomtats quedà ja lligada fins a la Revolució Francesa.

## Característiques
La vila fortificada inclou un primer recinte, al voltant de les esglésies esmentades, d'uns 60 per 80 metres, que correspon en bona part a la cellera primigènia, construïda al voltant de Santa Maria la Rodona i el seu cementiri. A partir d'aquest recinte primigeni, el segon recinte amplià fins a uns 150 per 300 l'abast del recinte murat. A l'extrem nord-est d'aquest recinte hi havia hagut el Castell dels Vescomtes d'Illa, del qual queda la Torre de l'Alexis. Finalment, encara hi hagué un tercer recinte, que conferí al conjunt una forma oblonga, perfectament observable en les fotografies aèries o ortofotomapes, que arribà a ocupar uns 280 per 380 metres.
Dels recintes primer i segon, amb prou feines en queden restes. Ara bé, del tercer, sí que són perfectament visibles actualment, com el Portal de la Font de la Vila i el de l'Església, a més de força fragments repartits al llarg del perímetre de la vila vella.
L'aparell és de còdols de la Tet, destribuïts de forma regular, amb alguns trams formant opus spicatum, que en aquesta regió és característic de les construccions tardoromàniques. Els estudiosos debaten si el tercer recinte és del XIII o del XIV, mentre que el primer és de finals del segle xi i el segon, de principis del segle xiii.